# South Beach (Staten Island)
South Beach is een wijk van het New Yorkse stadsdeel Staten Island. De wijk bevindt zich in het oosten van het eiland. In het begin van de 20e eeuw was het een recreatiegebied met amusementsparken. De wijk wordt bestuurd door de Staten Island Community Board 2.

## Geschiedenis
De plaats werd oorspronkelijk Graham Beach genoemd. Op het einde van de 19e eeuw begon South Beach zich te ontwikkelen als recreatiegebied voor de inwoners van New York. In 1883 werd een zijtak van de Staten Island Railway naar South Beach aangelegd. Er werden hotels en amusementparken gebouwd en in het begin van de 20e eeuw waren South Beach en Coney Island de belangrijkste recreatiegebieden voor de New Yorkers, maar de attracties werden vaak door branden getroffen.
In 1906 werd Happyland Amusement Park geopend in South Beach en trok 30.000 bezoekers op de eerste dag. Veel Italiaanse immigranten vestigden zich in de wijk. In 1935 werd de South Beach-Franklin Delano Roosevelt Boardwalk, een 4 km lange promenade langs het strand, gebouwd, maar door de crisis van de jaren 1930 en de vervuiling van het water werd South Beach minder populair.
In 1949 werden sociale huurwoningen gebouwd in South Beach. In 1953 werd de spoorlijn naar South Beach gesloten. In 1964 werd de Verrazano-Narrows Bridge geopend die Staten Island met Brooklyn verbindt. Robert Moses was plan de parkway Shore Front Drive langs de kust aan te leggen. De hotels en gebouwen aan het strand werd geconfisqueerd en gesloopt. Een klein gedeelte is aangelegd, en dient als toegangsweg voor de woonwijken, maar de weg is nooit afgemaakt. In 2006 sloot het laatste attractiepark zijn deuren.

## Demografie
De wijken Grasmere, Arrochar, South Beach en Dongan Hills vormen samen één censusgebied. In 2020 telden de wijken 36.259 inwoners. 57,7% van de bevolking is blank; 17,9% is Aziatisch; 5,0% is Afro-Amerikaans en 16,7% is Hispanic ongeacht ras of etnische groepering. Het gemiddelde gezinsinkomen was in 2019 met US$80.910 boven het gemiddelde van de stad New York ($72.108).

## Galerij

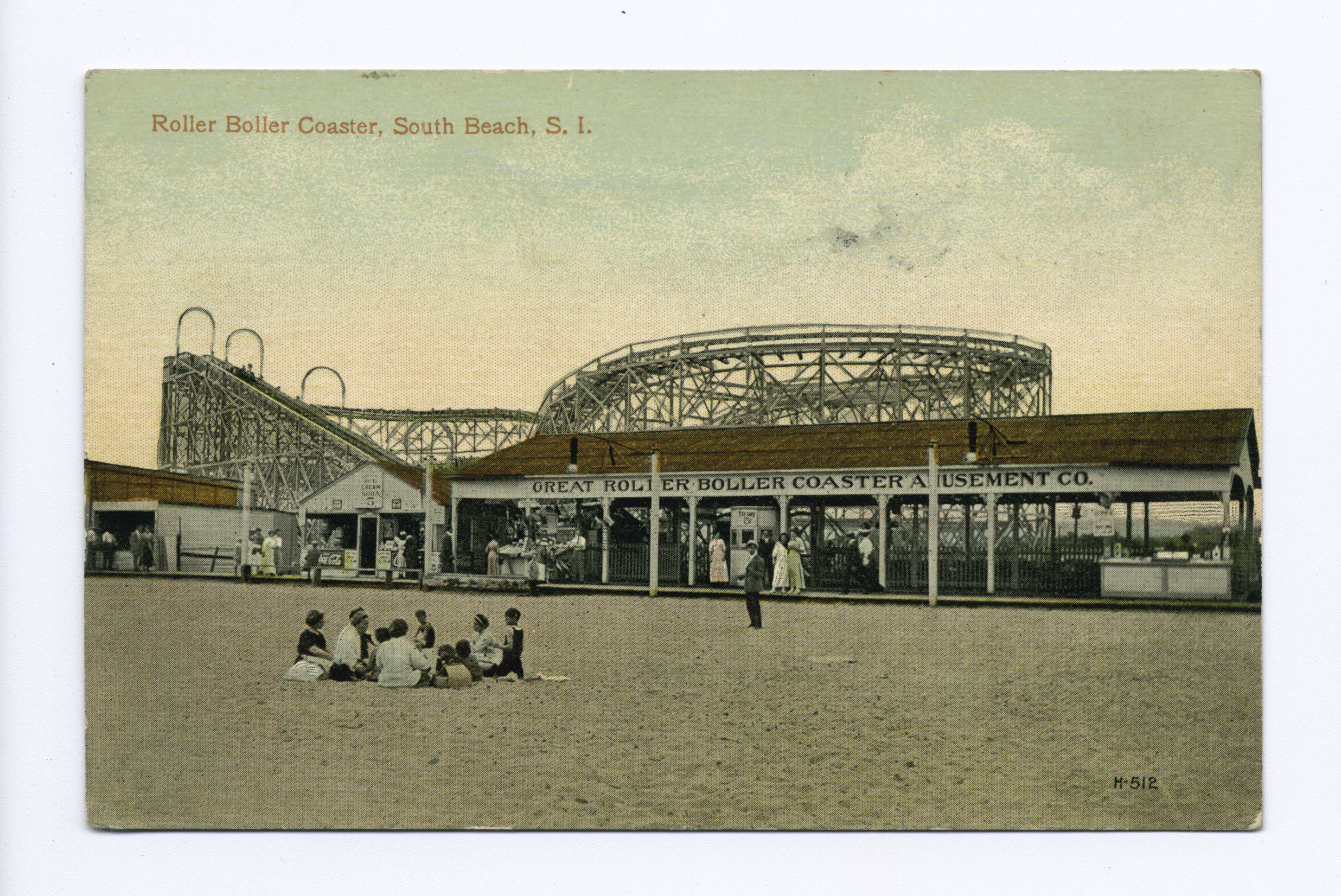
De achtbaan Roller Boller Coaster (1907-1917)
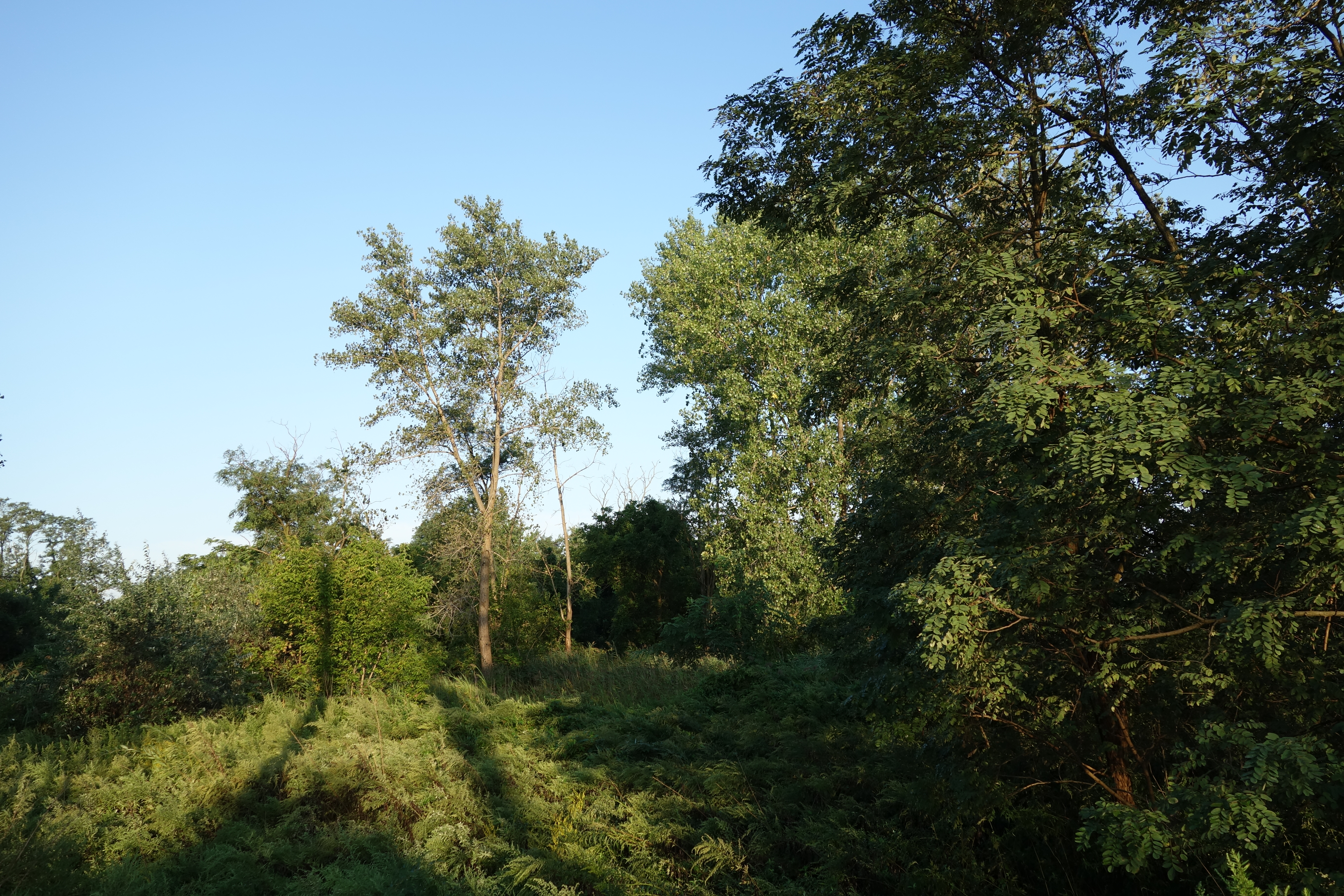
South Beach Wetlands
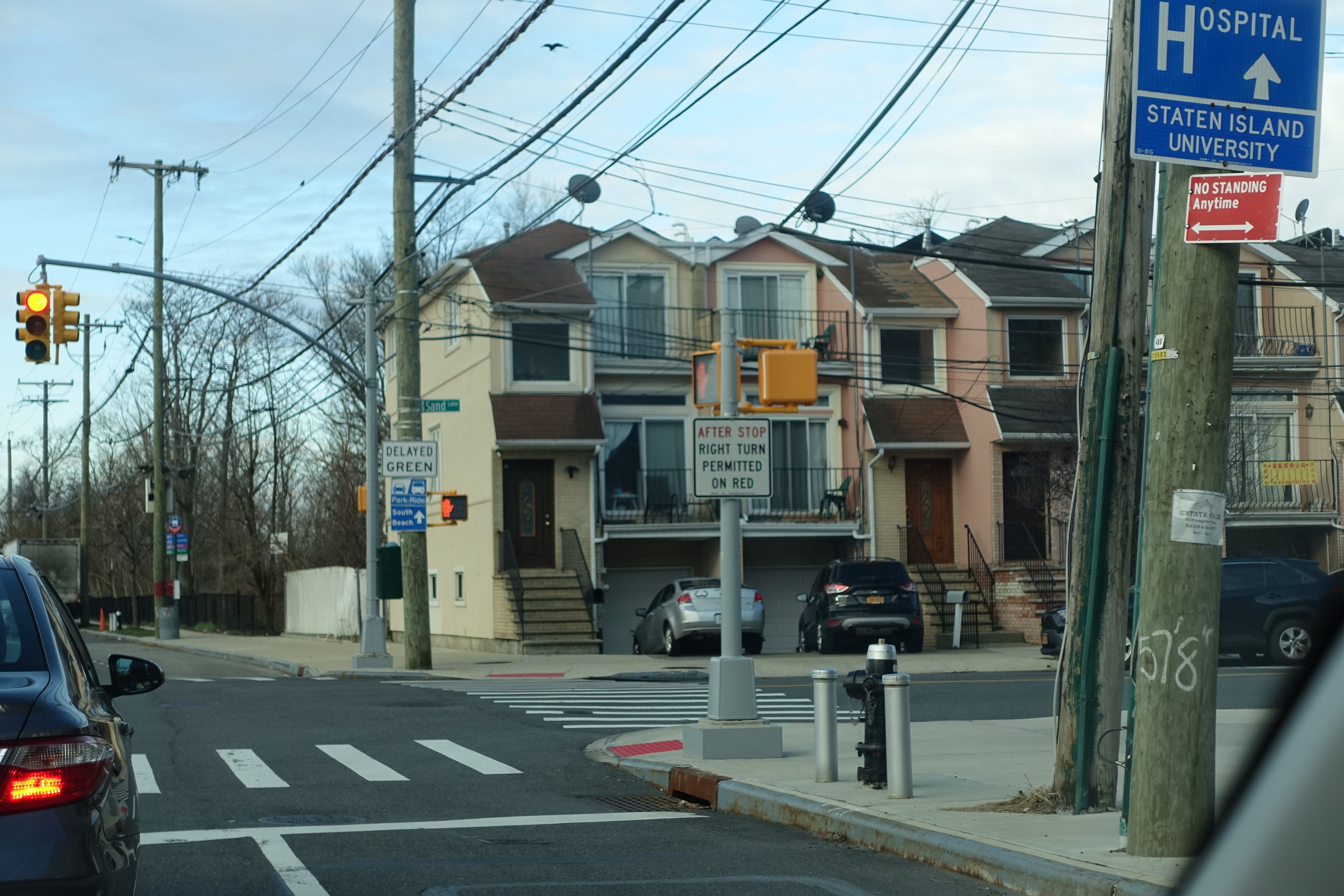
Straat in South Beach
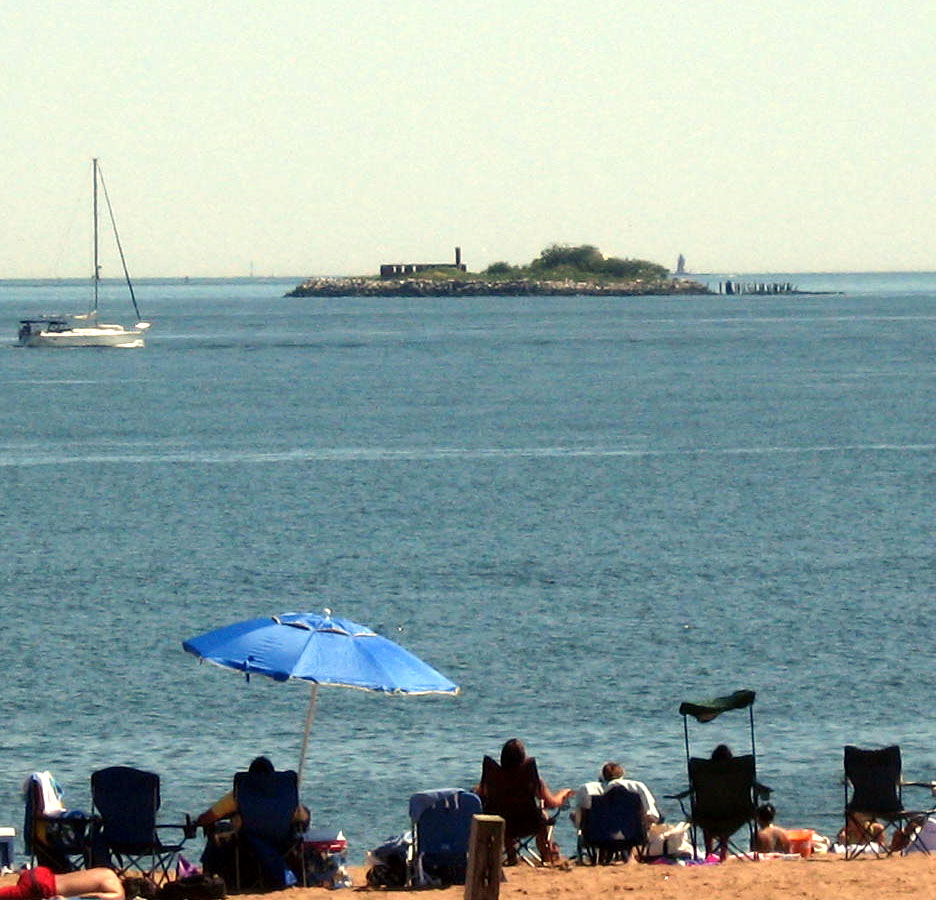
Strand met zicht op Swinburne Island

- MusicBrainz: 2537289f-d282-438c-9ba7-704549cc6bf3

Great Kills · New Dorp · Port Richmond · Rossville (Sandy Ground) · South Beach · St. George · Todt Hill · Tottenville